# 恩波里亞鎮區 (堪薩斯州萊昂縣)
恩波里亞鎮區（英語：Emporia Township）是位於美國堪薩斯州萊昂縣的一個行政鎮區。

## 地方資料
恩波里亞鎮區的面積為139.19平方千米，當中陸地面積為136.31平方千米，而水域面積為2.87平方千米。根據2010年美國人口普查的數據，當地共有人口907人，而人口密度為每平方千米6.52人。

## 外部連結
- US-Counties.com
- City-Data.com （页面存档备份，存于）